# Eulepidotis variabilis
Eulepidotis variabilis är en fjärilsart som beskrevs av Heinrich Benno Möschler 1890. Eulepidotis variabilis ingår i släktet Eulepidotis och familjen nattflyn. Inga underarter finns listade i Catalogue of Life.